# Dendrobium angustispathum
Dendrobium angustispathum är en orkidéart som beskrevs av Johannes Jacobus Smith. Dendrobium angustispathum ingår i släktet Dendrobium, och familjen orkidéer. Inga underarter finns listade i Catalogue of Life.